# Рашид, Голям-Али
Голям-Али Рашид (перс. غلامعلی رشید — Gholam-Ali Rashid‎; 1953, Дизфуль — 13 июня 2025, Тегеран) — иранский военачальник, генерал-майор.

## Биография
После окончания школы был на военной службе (в 92-й танковой дивизии, Ахваз). Магистр политической географии Тегеранского университета, доктор философии в области политической географии Университета Тарбиат Модарес (2008).
Занимался антишахской деятельностью с 1972 года. Дважды арестовывался и дважды сидел в тюрьме по году (в заключении познакомился с будущим главой КСИР Мохсеном Резайи).
Был одним из ключевых военачальников страны во время Ирано-иракской войны, один из старших командиров КСИР. В 1985—1998 годах в Революционной гвардии.
Заместитель начальника Генерального штаба Вооружённых сил Ирана в 1998—2015. В 1999 году после подавления студенческих волнений в Тегеране он был одним из 24 офицеров КСИР, которые написали письмо президенту Мохаммаду Хатами, выразив свою озабоченность произошедшим и недовольство тем, что к подавлению выступлений была привлечена армия. С 2000 года генерал-майор.
С 2015 года являлся командиром центральной базы Хатам-уль-Анбиа. Эта база является высшим оперативным воинским подразделением в вооружённых силах Ирана, которое отвечает за проектирование, координацию и оперативное руководство вооружёнными силами, важнейший военный командный центр, который действует под руководством Генерального штаба ВС.
Один из наиболее высокопоставленных и авторитетных иранских военных. Министерство финансов США внесло его в санкционные списки 13 ноября 2018 года.
Погиб от израильских ударов 13 июня 2025 года.